# رالف بيرد
رالف بيرد (بالإنجليزية: Ralph Beard)‏ مواليد 02 ديسمبر 1927 في هاردينسبورغ - الوفاة 29 نوفمبر 2007، كان لاعب كرة سلة أمريكي بدأ مسيرته الاحترافية في سنة 1949 ويحمل الرقم 12. يبلغ طوله 5 قدم 10 بوصة (1.8 م). اعتزل اللعب في 1951.

## الميداليات
| الميدالية | المسابقة                       |
| --------- | ------------------------------ |
| ذهبية     | الألعاب الأولمبية الصيفية 1948 |

## روابط خارجية
- رالف بيرد على موقع الاتحاد الدولي لكرة السلة (الإنجليزية)
- رالف بيرد على موقع إن بي أي (الإنجليزية)
- رالف بيرد على موقع سبورتس رفرنس (الإنجليزية)
- رالف بيرد على موقع كلية كرة السلة في سبورتس رفرنس.كوم (الإنجليزية)
- رالف بيرد على موقع ريلجم (الإنجليزية)
- رالف بيرد على موقع بروبوليرز (الإنجليزية)
- رالف بيرد على موقع سبورتس رفرنس (الإنجليزية)
- رالف بيرد على موقع أوليمبيديا (الإنجليزية)